# Ufa (città)
Ufa (in russo Уфа́?, Ufá; in baschiro Өфө, Öfö) è la capitale e la città più popolata della Repubblica di Baschiria. Con una popolazione 1 128 787 abitanti Ufa è l'undicesima città più popolosa della Russia.
Ufa è il centro industriale, economico, scientifico e culturale della repubblica.

## Storia
La città nasce come una fortezza costruita da Ivan il Terribile nel 1574, e originariamente aveva il nome della collina su cui era costruita, Tura-Tau. Guadagnò lo status di città nel 1586. Nel XVIII secolo Ufa si trasformò in un centro amministrativo, commerciale, manifatturiero e culturale della Russia. La Banca Municipale Pubblica di Ufa fu creata il 15 dicembre 1876.
Nel 1918 Ufa fu la sede del governo provvisorio russo. Il 14 giugno 1922, il decreto della Commissione Esecutiva Centrale dell'Unione abolì la Gubernija di Ufa, e Ufa diventò la capitale della Repubblica Socialista Sovietica Autonoma di Baschiria. Durante la seconda guerra mondiale, a causa della ritirata sovietica nel 1941, Ufa diventò la sede del governo sovietico ucraino.
La scoperta del petrolio fece diventare Ufa uno dei centri di estrazione e raffinazione del petrolio dell'URSS.

## Geografia fisica

### Territorio

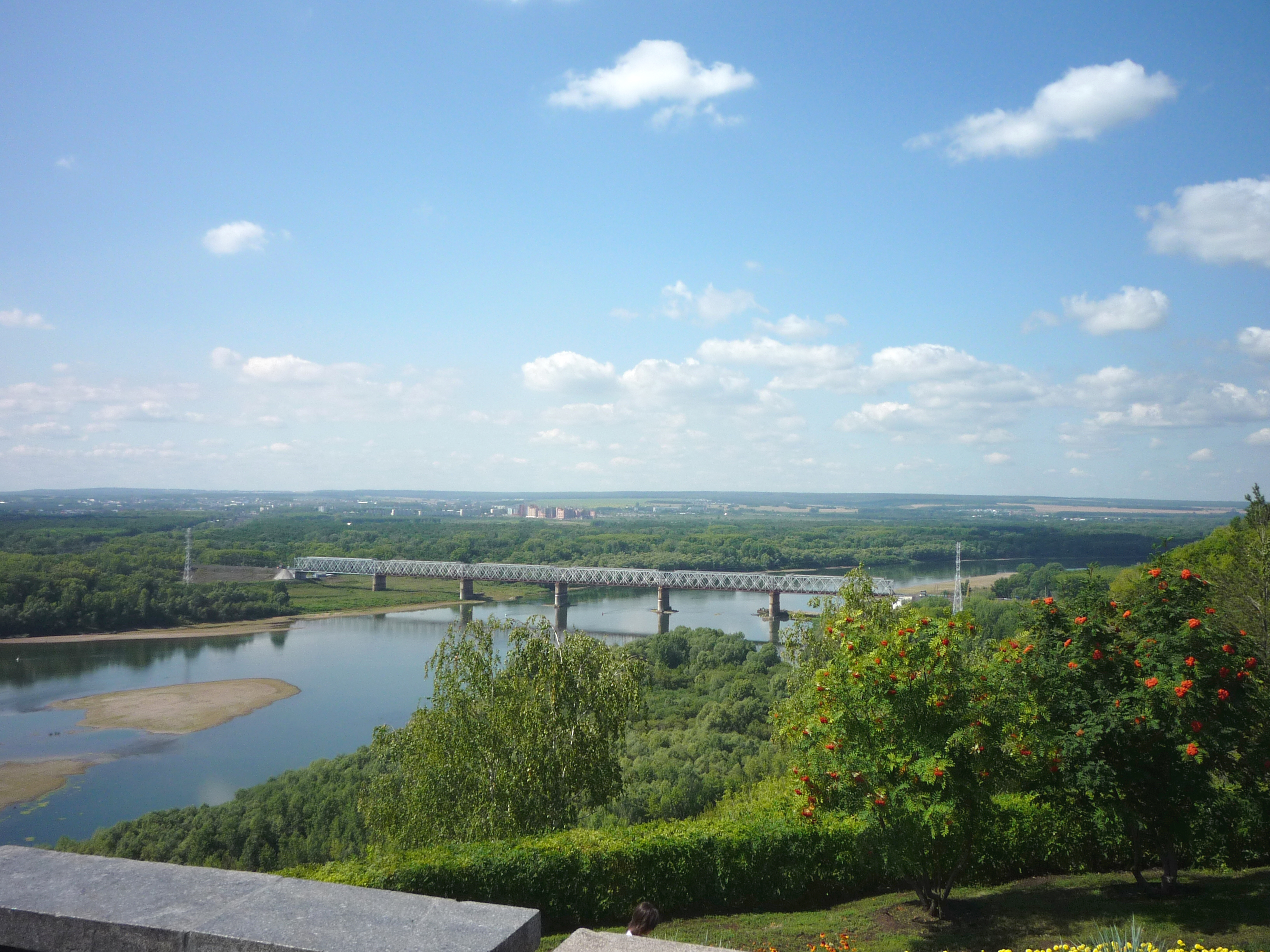
Vista di Ufa dal fiume Belaja

Ufa è situata nella Russia europea vicino al confine terrestre con l'Asia, a un centinaio di chilometri dalla cresta principale dei monti Urali; le propaggini di questi monti si riducono qui ad alcune basse colline, con un'elevazione media intorno ai 100 m sul livello del mare. La distanza da Mosca in treno è 1567 km. Il fuso orario è GMT+6.
L'abitato è costruito su una penisola creata dai fiumi Belaja e Ufa in corrispondenza della confluenza di quest'ultimo nel primo. Entrambi i fiumi appartengono al bacino idrografico del Volga.
Il territorio amministrativo della municipalità di Ufa è molto esteso, raggiungendo una lunghezza di oltre 50 km da sud-ovest a nord-est e un'area di oltre 700 km². Ufa appartiene alla regione biologica della steppa alberata temperata settentrionale.

### Clima
Il clima di Ufa è continentale con estati calde e inverni freddi. La temperatura media in gennaio è −12 °C, a luglio 20 °C la media annuale è di 4 °C. Sono state registrate punte eccezionali fino a −48,5 °C (nel gennaio 1979) e a 38,6 °C (nel giugno 1952). Le precipitazioni ammontano in media a circa 600 mm/anno, ripartite abbastanza uniformemente tra i vari mesi, con un minimo da febbraio ad aprile e un massimo a giugno..

## Società

### Evoluzione demografica
L'etnia maggioritaria sono i russi (50,2%), seguiti da baschiri (14,8%) e tatari (28,1%). Numerosi anche ucraini (17 772, ovvero l'1,2%), ciuvasci (10 586), mari (9 616), bielorussi (5 556), mordovi (3 975), armeni (2 822), tedeschi (2 213), ebrei (2 082) e azeri (2 075).

## Governo e amministrazione
Governo locale
Le sedi dell'auto-governo a Ufa sono:
- Consiglio, formato da 35 deputati per 4 anni.
- Sindaco, il capo del distretto cittadino. Durata di 4 anni.

Governo repubblicano e federale
- Commissione Elettorale dell'Okrug Urbano
- Governo della Repubblica di Baschiria
- Ministri della Repubblica

Giustizia
A Ufa si trova la Corte Costituzionale, Corte d'Arbitraggio e la Corte Suprema della Repubblica di Baschiria, e i tribunali militare, mondiale e distrettuale.

## Economia

### Industria
Le imprese urbane sono attive soprattutto nella raffinazione del petrolio, nei prodotti chimici e nell'ingegneria meccanica.
La quantità di servizi e beni prodotti fatturò nel 2009 185 miliardi di rubli (Regione Economica del Volga).
A Ufa hanno sede circa 200 grandi e medie imprese industriali.
Tra queste le più importanti sono:
- UMPO (Ufa Engine Industrial Association) (russo:ОАО «Уфимское моторостроительное производственное объединение»): fondata nel 1925, il loro prodotto principale sono motori per jet[5]
- Bashneft (russo:ОАО «АНК «Башнефть»»): compagnia di gas e petrolio[6]
- UFNC (Ufaneftekhim) (russo:ОАО «Уфанефтехим»): compagnia petrolifera e chimica[7]

### Finanza
Ufa è una delle colonne dell'economia della repubblica e della federazione. I 62,8% circa delle tasse cittadine sono dirette alla federazione mentre il restante 29% va alla repubblica baschira.

### Telecomunicazioni
La città ospita alcune emittenit radiotelevisive come Radio Juldáš.

## Infrastrutture e trasporti
Ufa è collegata al resto della Russia attraverso varie ferrovie, tra cui la Transiberiana. Ufa è l'unica città collegata a Mosca da più di una strada federale. La M7 collega la città a Kazan' e a Mosca e la M5 collega Ufa e Mosca alla parte asiatica della Russia.
L'aeroporto di Ufa ha voli internazionali per gli Emirati Arabi Uniti, la Turchia, la Grecia, l'Egitto, l'Azerbaigian, l'Uzbekistan, oltre a voli nazionali per molte città russe.

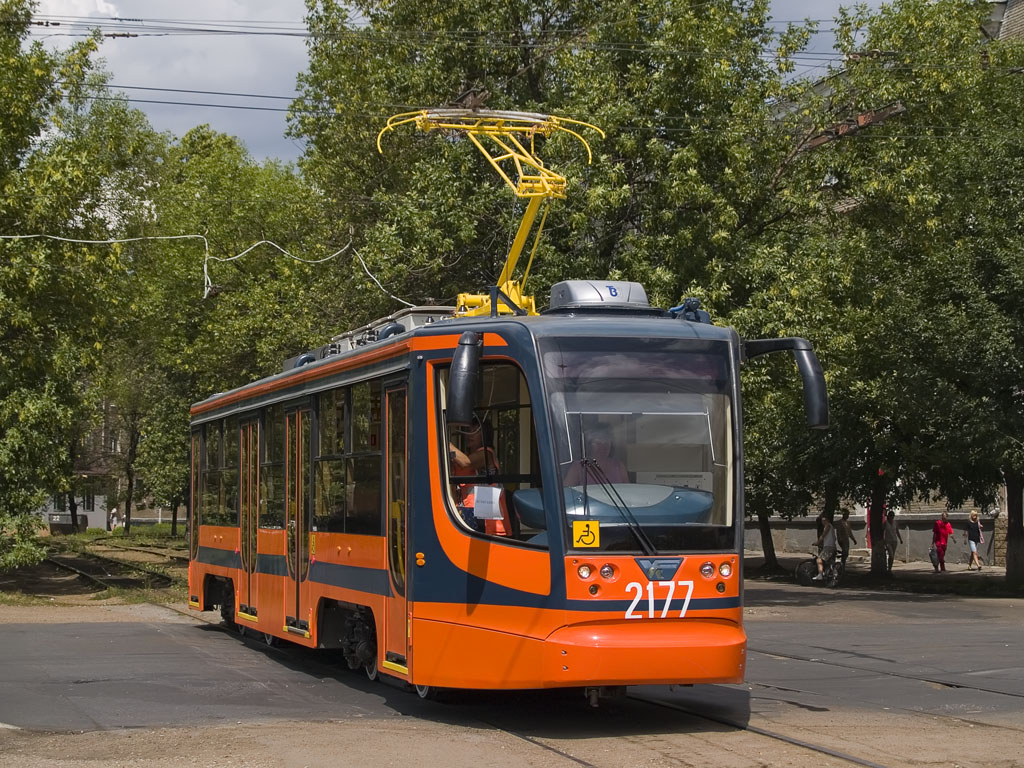
Tram ad Ufa
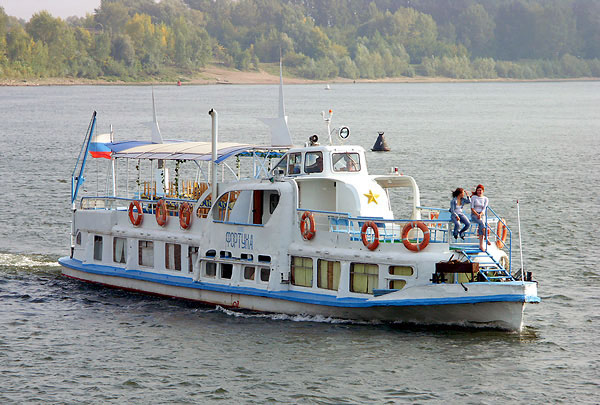
Battello fluviale

## Sport

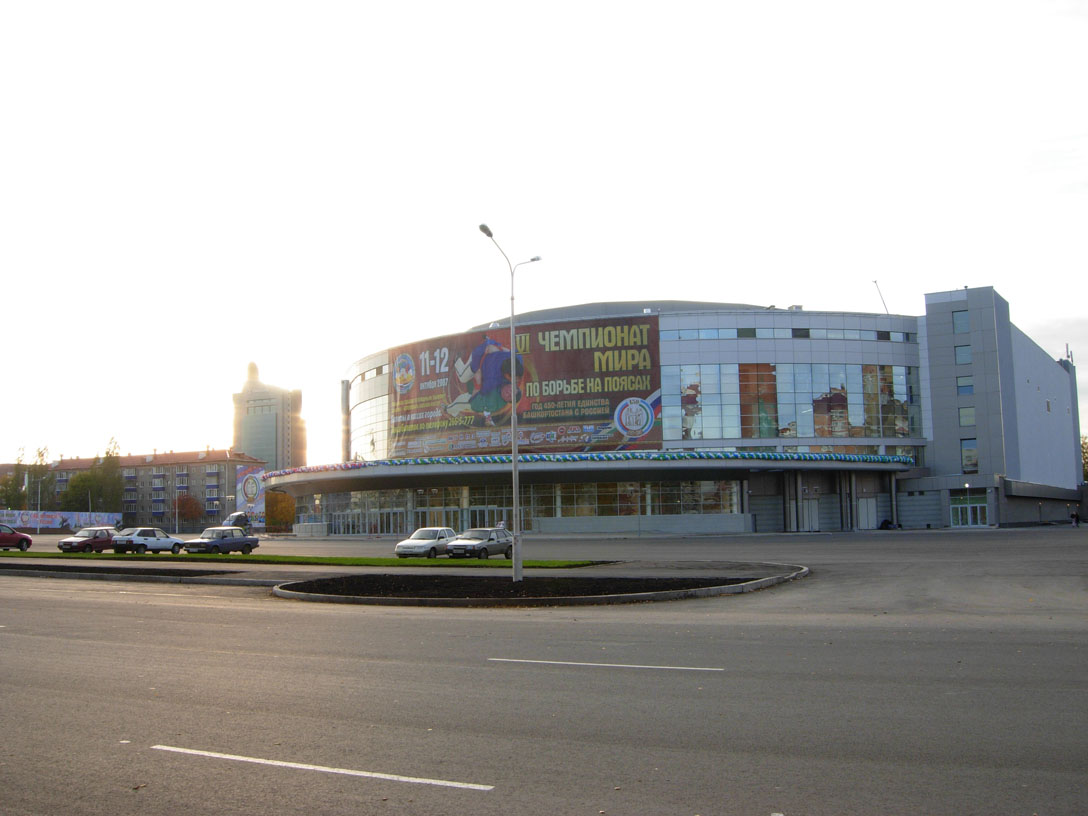
BetBoom Arena di Ufa

Il club calcistico di Ufa, l'F.K. Ufa, gioca nella Prem'er-Liga. Ufa era la più grande città in Europa a non essere mai stata rappresentata in un massimo campionato. La squadra cittadina di hockey su ghiaccio, Salavat Julaev Ufa, disputa la Kontinental Hockey League (KHL), competizione che ha vinto nel 2010/2011, oltre a due titoli russi (2007/2008, 2010/2011). È presente anche una squadra di pallavolo, il Volejbol'nyj klub Ural.